# Лука Јелић
Лука Јелић (Врањиц, 22. децембар 1864 – Каштел Стари, 3. фебруар 1922) био је хрватски историчар и археолог.

## Биографија
Народну школу похађао је у родном граду, класичну гимназију у Сплиту, а теологију је студирао у Задру. Школовање и усавршавање наставио је у Риму и Бечу, где је докторирао.
За свештеника је рукоположен 1. новембра 1887. године Био је професор црквене историје и канонског права на Богословији у Задру.

## Дела
- „Звоно спљанске столне цркве“, Загреб, 1896.